# Фаблио
Фаблио (фр. fabliau, у плуралу: fabliaux) (од пикардског наречја, односно од лат. fabula) је назив за једноставну, кратку и духовиту причу у стиху француске књижевности средњег века, која је прожета суровим и сировим мотивима и истим таквим хумором. Жозеф Бедије дефинише фаблио као "смешну причу у стиху". 
Богати опскурним сценама и сировим хумором, фаблиои су настали у грађанству, као одговор на потребе новог слоја који се стварао, и као метод за израз новог сентимента који је тај слој желео да испољи. Њихов јунак, нови јунак на сцени француске књижевности, сељак оштрог и здравог разума, био је контраст, односно антипод, дотадашњим идеалима и ликовима књижевности свештенства или племства, и можемо га видети као одраз нетрпељивости трећег у односу на друга два сталежа, односно у испољавању те нетрпељивости на подручју књижевности. 
Циљ фаблиоа је био да насмеје и забави слушаоце или читаоце, и, мада то није циљ фаблиоа, у њему се често крије морална поука („морал“) и дискретна двосмисленост. 
Због реалистичке природе, фаблио има и документарну вредност за време и људе које обухвата. Према Р. Хауарду Блоху, фаблио је први израз књижевног реализма у европској књижевности.

## Дефиниција
Фаблио се дефинише као кратка прича, понекад у, обично осмосложним, стиховима, односно осмерцима, са парном римом, дуга између 300 и 400 редова, чији је садржај често комичан или сатиричан. Најдужи фаблио је Трибер (фр. Trubert) (2978 редова), који се може сматрати неком врстом пикарског романа, изграђеног као кохерентан ланац појединачних фаблиоа. 
Сама реч је севернофранцуски деминутив од латинског fabula (што значи „измишљена прича“), као што одатле долази и реч fable (фр. „басна“), али уместо да уз помоћ животињских ликова илуструје неко наравоученије, фаблио има за циљ да насмеје публику приказујући људе.  
Корпус фаблиоа сачињава око 150 текстова, насталих од половине 12. до половине 14. века (велика већина текстова је из 13. века). У Француској је жанр фаблиoа цветао у 12. и 13. веку, а у Енглеској је био популаран у 14. веку. 
Фаблио се често пореди са каснијом приповетком; Даглас Буш, дугогодишњи професор на Универзитету Харвард, назвао ју је „кратком причом која је шира него што је дугачка“.

## Историја
Почетком 20. века, сакупљач фаблиоа, француски филолог и један од најзначајнијих медиевалиста, Жозеф Бедије, проценио је да је било скоро 150 оваквих прича написаних између 1159. и 1340. године, већина у северним провинцијама Пикардије, Артоа и Фландрије. Део њихових тема припада културном наслеђу свих земаља, свих народа и свих епоха; неке теме су се појавиле посебно у Индији или Грчкој; али највећа количина ових фаблиоа је рођена у Француској, што је доказано или специфичностима описаног морала, или језиком, или назнакама историјских имена или чак догађаја.
Аутори су свештеници који воде лутајући живот, клерици гироваги или клерици голијари, жонглери, понекад песници који су компоновали на друге начине, песници аматери из различитих редова свештенства... Дакле, добар број фаблиоа је анониман и, ако неке ауторе познајемо по имену, ту је наше сазнање ограничено. Најпознатији аутори фаблиоа су Ритбеф, Филип де Боманоар, Анри д'Андели, Ијон ле Роа, Готје ле Ле, Жан Бодел.
Фаблио је изузетан по томе што изгледа да нема директног књижевног претходника на Западу, већ су га са Истока донели крсташи повратници у 12. веку, како предлажу неки француски учењаци деветнаестог века, међу њима најистакнутији Гастон Пари (фр. Gaston Paris). 
Најближи књижевни жанр је басна каква се налази код Езопа „и њено источно порекло или паралеле“, али је фаблио мање заснован на моралу и мање дидактичан од басне. У моралном смислу предлаже се да је ближи роману него параболи: „прича (овог типа) је једна ствар, морал друго, а потоње никада није успепо да се меша у прво." Ипак, према Роберту Луису, "неке две трећине француских фаблиоа имају експлицитни морал везан за њих."
Најстарији познати фаблио је Richeut (настао око 1159–1175)  од анонимног ствараоца, а један од најранијих познатих писаца фаблиоа је Ритбеф, „прототип жонглера средњовековне књижевности“.

## Карактеристике

### Преношење, ликови и публика
Фаблиои су се преносили усменим путем. Састављани су да би се рецитовали на различитим местима и у различитим околностима: на градским трговима, вашарима, али и на гозбама и приватним светковинама. На основу различитог друштвеног порекла жонглера могло би да се закључи да је и њихова публика била разноврсна, и да се фаблио њој прилагођавао.
Будући да су се фаблиои преносили усменим путем, аутори су већином остали непознати. Ако су позната имена неких аутора, као што су Жан Бодел или Ритбеф, то је зато што су написали и друга дела. Аутори фаблиоа, у оним ретким случајевима где су могли да се идентификују, од Жана Бодела до Ватриса из Кувена, били су друштвено покретљиви људи, и, судећи по остатку њиховог дела, фаблиои су за њих били само један од могућих вербалних облика.
Типични фаблио садржи широку лепезу ликова, укључујући мужеве-рогоње, грамзиво свештенство и будаласте сељаке, као и просјаке, преваранте, лопове и жене лаког морала. Радња је важнија од психологије ликова, који су уосталом више друштвени типови (грађанин, племић, свештеник, сељак) него индивидуе. Ликови су стереотипни: муж је често приглуп или рогоња, жена лукава, слободног понашања, прождрљива, трговци су обавезно богати, а свештеници склони земаљским уживањима. За критиковање се често издвајају две групе: свештенство и жене. 
Чини се да статус сељака варира у зависности од публике за коју је фаблио писан. Песме за које се претпоставља да су писане за племство приказују сељаке ("вилане" на француском, фр. vilains) као глупе и подле, док оне писане за ниже класе често говоре о томе да су сељаци победили свештенство.
Различити критичари различито процењују публику за фаблио. Жозеф Бедије предлаже буржоаску публику, која види одраз себе у урбаним срединама и типовима ниже класе приказаним у фаблиоу. С друге стране, Пер Никрог тврди да су фаблиои били усмерени на публику племенитог порекла и закључује да су фаблиои били подстицај за књижевно освежење.

### Форма и структура
Јавност којој су се аутори фаблиоа обраћали припадала је углавном буржоазији (чак и ако су ови фаблии понекад продирали у високо друштво). Због тога њихова концепција света углавном одражава дух буржоазије. У форми фаблиоа нећемо наћи ни савршенства ни разноликости: версификација је монотона са својим осмосложним стиховима поређаним у парове (или чак и једноставнијим), риме су равне и често нетачне, а стил тежи немару или чак и грубости. Оно што карактерише причу је сажетост, брзина, сувоћа, одсуство било какве сликовитости. Да бисмо фаблиу дали извесно књижевно достојанство у форми, можемо истаћи само брзину у радњи, и живости дијалога.
Структура фаблиоа је веома једноставна. Нарација је линеарна, а прича се често своди на неки преокрет, углавном у вези са мотивима свађе или подвале (крађа, превара, прељуба). Увек се понављају исте ситуације (нпр. сељак надмудри витеза).
Стандардни облик фаблиоа је онај стих средњовековне француске књижевности уопште, осмосложни римовани двостих (дакле упарене риме), најчешћи облик стиха који се користи у хроникама , романима, леевима (фр. lais) и дитовима (фр. dit) (поетски жанрови француске средњовековне књижевности). Они су углавном кратки са тек неколико стотина редова (200-500 редова).
Фаблиои су писани без преламања у строфе, односно по правилима „историјске“ форме која се развила средином 12. века (скоро сви витешки романи, лееви, басне, „Чуда Госпе“, поетске хронике и житија, алегоријске песме, „Роман о Лисцу“, дијалози и „расправе“, а нешто касније – фарсе, писани су по истим правилима). Изузетак су само они најранији, на пример „Рише”, као и „Свештеник у шкрињи са свињском машћу” или „Бурад”, сачувани у каснијем рукопису (1350. година).
Фаблиои обично почињу уводном реченицом наратора и завршавају се поуком. Чак и ако има поуку, она сама по себи није циљ фаблиа. Већину времена, фаблио има за циљ да насмеје људе. Да би се то постигло, користи се неколико облика комике, често непристојних, као што су: комика фарсе, игре речима, забуне, батинања, али понекад има и комике ситуације и карактера.
Врло често садрже друштвену сатиру, која се повремено тиче истих друштвених категорија: монаха, вилана (сељака), жена.

### Видови комике у фаблиоу
- комика покрета: ударци батином, падови;
- комика речи: понављање речи, речи из дијалекта, игре речима, двосмислени изрази;
- комика ситуације: преварени варалица, замена улога између господара и слуге, мужа и жене;
- комика карактера: наивност, лицемерје, прождрљивост итд.

### Теме
Увек је реч о подвалама и лукавствима. Тематика је често раскалашна, а ситуације о којима се приповеда непристојне, скаредне и саблажњиве. Чак и када фаблио не спада уову категорију, ипак говори о томе како неко бива намагарчен.
Тема је и често сексуална: фаблио се бави елементима љубави изостављеним од стране песника који су писали у узвишенијим жанровима као што је Овидије, који у Ars Amatoria (II.704–5) сугерише да Муза не треба да улази у собу у којој су љубавници у кревету; и Кретјен де Троа, који ћути о тачној природи радости коју су открили Ланселот и Гиневра у Витезу на таљигама (стихови 4676–4684).[18] Лееви и фаблиои имају много тога заједничког; пример песме која се налази на међи ова два жанра је Lecheor.
Радња је увек заснована на анегдотском инциденту. Често се среће мотив женског неверства и лукавства. Женско неверство је присутно тамо где се исмевају феудалци. Али, ипак, аутори неких фаблиоа величају жене, где настаје лик племените жене („Торбица ума“, „О шареном сивом коњу“). Фаблио не прихвата витешки идеал. Нови идеал је градски становник или сељак практичног ума, предузимљивости, лукавства и домишљатости. Важно је напоменути да фаблиoe карактерише антицрквени карактер. Људи црквеног ранга третирани су са великим хумором („Завет магарца“).
Фаблио црпи много своје снаге из игре речи и других вербалних фигура; "фаблиои... су опседнути игром речи." Посебно су важне парономазија и катахреза, тропови који нарушавају и истискују обична значења речи . Због сличности звука, на пример, може се имати и „con“ и „conte“ („пичка“ и „прича“) у истој речи, што је уобичајен пример игре речи у фаблиоу. 
Сланина је једна од најчешћих намирница у фаблиоу и уобичајена тема у њима.

### Сатира, морал и значај фаблиоа
Читав жанр фаблиоа јасно је обележен натурализмом који се налази у избору тема, при чему је велики део позајмљен из свакодневне реалности ниже средње класе. Буржоазија је представљена без и најмање жеље да се она идеализује, а природа без имало жеље да се улепшају чињенице. У фаблиоу не налазимо прелепе описе природе или блага маште: овде су суштински елементи сатира и морал.
Први овде остаје у рудиментарном облику: шала или подсмех, само је веома ретко условљен свесном намером аутора да се подсмева овом или оном аспекту живота. С друге стране, други игра прилично важну улогу у фаблиоу и скоро свака прича се завршава моралом. Он, међутим, нема блиску везу са причом и не представља њен циљ. Морал такође може да изостане, а да се не штети субјекту приче, а често му чак и противречи. Морал понекад достиже одређени неморал (мислимо на дело La Housse partie).
Фаблио често гура грубост до тачке цинизма и опсцености. У великој већини, теме су сведене на представљање љубавних авантура међу женама из буржоазије или из руралног света са сеоским свештеницима или монасима-самотњацима. Углавном је муж тај који је шаљивџија, али понекад је то и свештеник, коме се овај свети. Не зазире се од описа лукавства у циљу добијања овог или оног добра, чак и код лопова (Trois Larrons, Le Vilain qui conquit paradis par plait).
Пред публиком, најчешће представљени на комичан начин, пролазе представници разних друштвених слојева, углавном свештеници, али и сељаци и грађани, док су ретки ликови који потичу из света витезова и моћника. Неки фаблиои на сцену постављају сакрално, апостоле или самог Бога, а да ови ликови, третирани у фамилијарном и комичном модусу, не добијају посебно поштовање (Saint Pierre et le Jongleur, Les Quatre Souhaits saint Martin итд.)
Ни по форми ни по садржају, фаблиoe не можемо сврстати међу права уметничка дела или права књижевна дела. Њихови аутори, штавише, нису се дичили књижевношћу: примарни циљ им је био да привуку пажњу ниже културе, али истовремено и најбројније, наводећи их на велики смех, на крају спасоносни јер је дало снагу да на неко време заборавe туге и патње своје свакодневнице.
Готово потпуно одсуство уметничке вредности, дакле, не умањује овом аспекту књижевности њену огромну важност у историји јер се у њој, можда по први пут у средњовековној Европи, јавља нови, готово модерни дух. Смех, животна радост (фр. la joie), замењује средњовековну суморност и поштење.
Световни дух којим су фаблиои прожети помера интересовање у стварност, свакодневни живот. Ово се разликује од средњовековног идеала аскетизма. Иако се дух појављује само у својој најнижој манифестацији, лукавству, то је промена у добу које му није придавало никакав значај и ускратило му могућност да открије тајне природе.
С друге стране, пред грубом моћи новца, први пут се проглашава начело да лукавство или духовитост представљају стварну снагу (фр. miex fait l'engein que ne fait force). Напослетку, неколико аутора игра улогу бранилаца потлачених зликоваца критикујући њихове тлачитеље (витезове, чланове свештенства и краљевске службенике) потврђујући права људске личности и осуђујући предрасуде о сталежима (Constant du Hamel).
Ове карактеристике чине ауторе фаблиоа, поред аутора Романа о Ружи, претечама ренесансе. Одређени фаблиои, попут Le vair palefroi (написао Huon le Roi) и La Bourse pleine de sens (написао Jean le Galois), енергично бране жене од оних који их критикују. Овај став можда можемо објаснити односима ових аутора према витештву и његовом култу жене.
Теме неколико фаблиоа су касније инспирисале Бокача и његов Декамерон, који су знали како да унесу уметност у увод и елеганцију у стил. Фаблиои су утицали на Ла Фонтена у његовим Причама и Балзака у његовим Contes drôlatiques. Фаблио Le Vilain mire је Молијеру дала тему за драму На силу лекар.
Као израз галског духа, фаблио се подсмева наивним сељацима и грађанима,неверним и лукавим женама, лењим, прождрљивим и похлепним свештеницима. Слика нарави средњекласе иронично, али без горчине. Тако је у оквиру фаблиоа могућа сатира оновременог друштва, превасходно усмерена на свештенство и грађанство.
Постоји један стални елемент у фаблиоу, који се очигледно доживљава као његово интегрално својство: учење, „морал“. „Морал“ је уграђен у тему – експлицитно у две трећине текстова, имплицитно у остатку, или кроз изреку или чак смешну примедбу. Понекад се посебно наводи веза између теме и „морала”: прича служи као илустрација пословице; у другим случајевима на њој се гради иронични ефекат. Морал је део структуре приче. У причу је интегрисана на два начина: споља (кроз културу) и изнутра, кроз пример екземпле (лат. еxempla/exemplum).

## Наслеђе
Фаблио је један од претеча новеле. Галски дух фаблиоа препознаје се код Маргерите Наварске (Хептамерон), Мароа или Ла Фонтена.
Жанр је био прилично утицајан: налазимо његове одломке у дужим средњовековним делима као што је Роман о Лисцу, а приче које се налазе у збиркама као што су Декамерон Ђованија Бокача и Кентерберијске приче Џефрија Чосера имају своје порекло у једној или неколико фаблиа. Поред тога, средњовековна црква је себи нашла корист у коришћењу форме фаблиа. Примећујући популарност фаблиоа, црква се окренула сопственом облику минстрела, сличном фаблиоу, који је заступао „достојне мисли“, уместо „непристојних“, у којој би типичнији фаблио приповедао морал.
Када је фаблио постепено нестао, почетком 16. века, заменила га је прозна приповетка, на коју је у великој мери утицала њена претходница. Познати француски писци као што су Молијер, Жан де Ла Фонтен и Волтер много дугују традицији фаблиа.

## Аутори и дела
Међу познатим писцима фаблиоа су Жан Бодел, Гарен, Готје ле Ле, Ритебеф, Ангерант ле Клерк де Вуази и Дуен де Л'Авен.
Неке репрезентативне приче су:

### "Gombert et les deus clers"
Два путујућа свештеника/клера (студента) смештају се код кмета и деле спаваћу собу са кметом Гомбертом, његовом лепом женом и њихово двоје деце — једном тинејџерком и једном бебом. Један од клерова се пење у кревет са ћерком тинејџерком и, обећавајући јој свој прстен, има сексуалне односе са њом; други, док је Гомберт "ala pissier" ("отишао да пиша", 85), помера креветић са бебом тако да Гомберт, по повратку, легне у кревет који су заузимали клерови- од којих је један у кревету са његовом ћерком, док други сада има однос са Гомбертовом женом, која пак мисли да је Гомберт дошао да јој угоди. Када се први клер врати у свој кревет у којем мисли да му је још увек пријатељ, заправо исприча Гомберту све о својој авантури: „je vien de fotre / mes que ce fu la fille a l'oste“ („Управо сам се јебао, а да није била домаћинова ћерка“, 152–53). Гомберт напада првог клера, али на крају бива претучен од стране обојице. 
Прича се налази практично непромењена у Бокачовом Декамерону и у „Причи о Риву” Џефрија Чосера.

### "L'enfant de neige"
У "Снежној беби", црној комедији, трговац се враћа кући после две године одсуства да би затекао своју жену са новорођеним сином. Она објашњава да је једног снежног дана прогутала пахуљу док је размишљала о свом мужу, због чега је затруднела. Претварајући се да верују у „чудо”, одгајају дечака до петнаесте године када га трговац води на службени пут у Ђенову. Тамо продаје дечака у ропство. По повратку објашњава својој жени да сунце жари ли жари у Италији; пошто је дечака родила пахуља, он се на врућини истопио.

### "Bérangier au lonc cul"
„Bérangier au lonc cul" “ је француски средњовековни фаблио. Постоје две верзије фаблиоа: једна Геренова (фр. Guerin) и једна анонимна.
Прича почиње када богати гроф уда своју ћерку за "младог сељака" ког сматра га витезом. Витез напушта витешки кодекс и ленчари првих десет година брака. Када његова жена, уморна од његовог понижавајућег става и лење природе, проговори о величини витезова у својој породици, муж одлучује да се покаже као достојан витез. Обуче се у оклоп и иде у шуму на коњу. Једном у шуми, окачи свој штит на најнижу грану дрвета и туче га док не изгледа као да је издржао велику битку. Витез се враћа својој жени, показује јој свој изломљени оклоп и ликује због својих победа. 
После неколико излета у шуму, жена почиње да се пита зашто је сам витез неповређен док му је оклоп у расулу. Следећег дана она му предлаже да поведе слуге са собом. Када он одбије, дама се облачи у комплетан оклоп и прати га у шуму. Када га види како туче сопствени штит, искорачи и запрети да ће га убити због његове срамоте за витештво. Витез не препознаје глас своје жене. Моли за "сажаљење" и нуди све да избегне сукоб. Његова жена, прерушена у моћног витеза, даје му могућност да се бори са њом у борби, у којој ће сигурно умрети, или да јој пољуби задњицу. Из кукавичлука, витез одлучује да јој пољуби задњицу. Она скаче са коња и скида панталоне. Иако је витез требало да препозна њене женске гениталије, примећује да она има дугачку задњицу. Пре него што оде, она му каже: „Ја сам Беранже од Дуге задњице, који срамоти оне кокошјег срца“. 
Жена се враћа кући и спава са једним храбрим витезом. Кад јој муж дође из шуме, прекори је. Међутим, то је била његова последња понижавајућа примедба упућена њој. Она му каже да је упознала Беранжеа и сазнала за кукавичлук свог мужа. Да би заштитио своје име, витез је приморан да подлегне жељама своје жене. Њена памет је наводи да ради шта хоће до краја живота, а њен муж живи у срамоти.

### Други примери фаблиоа
- La vielle qui graissa la patte de chevalier
- Le Pauvre Clerc
- Le Couverture partagée
- Le Pretre qui mangea les mûres
- La crotte
- Le Chevalier qui fit les cons parler, par Guèrin
- (Dit de) La vieille Truande
- Du prestre ki abevete, parGuèrin

- Le Conte de Richeut
- Le larron qui embrassa un rayon de lune
- Le paysan de Bailleul, par Jean Bodel
- Haimet et Barat, par Jean Bodel
- Baillet le savetier ou le prêtre au lardier
- Le boucher d'Abbeville, par Eustache d'Amiens
- Le prêtre et le loup
- Le Curé qui mangea des mûres lire en ligne
- La Vieille qui graissa la patte au chevalier lire en ligne
- Frère Denise lire en ligne
- Estula
- Les Perdrix
- La mal(l)e Honte, par Huon de Cambrai
- Le prêtre crucifié
- Le Vilain mire
- Le Vilain devenu médecin
- Le prêtre teint, par Gautier Le Leu
- Le moine sacristain
- Boivin de Provins, par Boivin
- Estormi, par Huon Piaucele
- Les tresses
- Le Tombeur Notre-Dame de Gautier de Coincy
- La Housse partie
- Les Trois Aveugles de Compiègne, par Courtebarbe
- La dame qui fit trois fois le tour de l'église, par Rutebeuf
- Le Chevalier qui fit les cons parler
- Merlin Merlot ou Du vilain qui devient riche et puis pauvre
- L'Ange et l'Ermite
- Le Chevalier au barizel
- Li sohaiz desvez (Le souhait réprimé) par Jean Bodel
- La Demoiselle qui ne pouvait pas entendre parler de foutre
- Brunain la vache au prêtre, de Jean Bodel
- De Gombert et les deus clers, de Jean Bodel
- Les Trois Bossus
- Le prêtre qui eut une mère malgré lui
- Le Prudhomme qui sauva son compère
- Le Testament de l’âne de Rutebeuf
- Le Cupide et l'Envieux de Jean Bodel
- Du jongleur qui alla en enfer lire en ligne
- Du vilain qui conquit le paradis par plaid
- De l'enfant qui fut remis au soleil